# Ліз Вікс
Ліз Вікс (англ. Liz Weekes, 22 вересня 1971) — австралійська ватерполістка.
Олімпійська чемпіонка 2000 року.